# Isabelle Dorsimond
Isabelle Dorsimond (ur. 14 września 1961 w Liège) – belgijska wspinaczka sportowa, która specjalizowała się we wspinaczce na szybkość. Zdobywczyni złotego medalu na 1. mistrzostwach świata we Frankfurcie.

## Kariera sportowa
W 1991 na 1. mistrzostwach świata w niemieckim Frankfurcie nad Menem została mistrzynią świata we wspinaczce sportowej w konkurencji na szybkość, a w 1993 na kolejnych mistrzostwach w austriackim Innsbrucku wywalczyła srebrny medal, w finale przegrała z Rosjanką Olgą Bibik.

## Osiągnięcia

### Mistrzostwa świata
| Konkurencje      | 1991 | 1993  |
| Prowadzenie      | 8    | 17-21 |
| Wsp. na szybkość | 1    | 2     |

### Mistrzostwa Europy
| Konkurencje | 1992 |
| Prowadzenie | 23   |